# Кваченюк Андрій Миколайович
Андрі́й Микола́йович Кваченю́к — український хірург-ендокринолог, доктор медичних наук, професор, заслужений лікар України, лауреат Премії АМНУ (2003) та премії Кабінету міністрів України (2020).

## З життєпису
Народився 1970 року в місті Київ. 1993-го закінчив Український медичний університет. Від того часу працює в Інституті ендокринології та обміну речовин НАМНУ; 1999 року захистив кандидатську дисертацію, від 2001-го — старший науковий співробітник.
Займається розробкою тактики та методології оперативних втручань при захворюваннях залоз внутршньої секреції.
2003 року відзначений премією АМНУ.
2008-го захистив вчений ступінь доктора медичних наук; спеціальність ендокринологія.
Серед робіт:
- «Coeliochirurgie des glandes surrenales: indication et limites» (співавтор), 1996
- «Latent Subclinical Medullary Thyroid Carcinoma: Diagnosis and Treatment» (співавтор), 1998
- «Thyroid Cancer in children of Ukraine after the Chernobyl accident» (співавтор), 2000
- «Post-Chernobyl papillary thyroid cancer in children and adolescents of Ukraine» (співавтор), 2010
- «Тактика ведення хворих на адренокортикальний рак», 2012, співавтори О. І. Галузинська, Д. А. Кваченюк, Л. А. Луценко, К. В. Негрієнко, І. С. Супрун
- «Використання фітотерапії при лікуванні захворювань щитовидної залози», 2012, співавтор Кваченюк Е. Л.
- «Досвід застосування високочастотного електрозварювання в ендокринній хірургії», 2013, співавтори О. М. Гулько, К. В. Негрієнко, О. М. Литвиненко, М. Ю. Ничитайло, І. С. Супрун

Серед патентів: «Спосіб виконання лапароскопічної аденомадреналектомії», 2014, співавтори Гулько Олег Миколайович, Чорний Володимир Володимирович, Негрієнко Костянтин Вікторович, Супрун Ірина Сергіївна.